# نوک پستان درونی
نوک پستان فرورفته یا نوک پستان درون‌گشته (به انگلیسی: Inverted Nipple or Invaginated Nipple) عارضه‌ای طبیعی است که در آن نوک پستان به جای آن‌که روبه‌بیرون باشد به داخل پستان عقب‌کشیده‌شده‌است. در برخی موارد در صورت تحریک کردن نوک پستان، می‌تواند برای مدتی به صورت موقت به بیرون آید اما در برخی دیگر موارد بدون توجه به برانگیختگی و تحریک، نوک پستان در حالت خود باقی می‌ماند. زنان و مردان هر دو می‌توانند نوک پستان درونی داشته باشند. نزدیک به ۱۰ تا ۲۰ درصد از زنان با این عارضه به‌دنیا می‌آیند.

## شیردهی و حاملگی
زنان دارای نوک پستان درونی در حین دوران بارداری یا شیردهی نوک پستان درونی‌شان  ممکن است بیرون آمده باشد، البته این حالت می‌تواند موقتی یا همیشگی باشد و در برخی اصلاً اتفاق نیفتد. بیشتر این زنان با این عارضه بعد از وضع حمل و در حین شیردهی بدون هیچ مشکلی قادر به شیردهی نوزاد خود می‌باشند. البته ممکن است برخی مادران بی‌تجربه در زمینه شیردهی با نوک پستان درونی در هنگام اولین شیردهی با درد و سرخی زیادی در پستان همراه باشند.
زمانی که نوزادی برای شیردهی به پستان قرار می‌گیرد خود را به موقعیت مناسب به هالهٔ پستان قرار می‌دهد نه به نوک پستان، بنابراین زنان دارای نوک پستان درونی قادر به شیردهی حتی با این حالت می‌باشند. نوزاد قرارگرفته می‌تواند شیر را حتی از پستان دارای نوک پستان درونی نیز بیرون بکشد. استفاده از پمپ پستان یا دیگر وسایل مکش نیز برای مادران دارای این حالت بلافاصله پس از پیش از شروع شیردهی نیز می‌تواند به بیرون کشیدن نوک پستان درونی کمک شایانی کند، اگرچه پمپ پستان الکتریکی بیمارستان نیز می‌تواند برای این منظور استفاده شود.
برخی از زنان نیز ممکن است استفاده از یک روکش نوک پستان را برای کمک کردن به شیردهی خود ترجیح دهند. به‌هرحال تحریک‌های مکرر همانند تحریک جنسی برای مثال مکیدن پستان می‌تواند برای بیرون کشیدن نوک پستان درونی بسیار مفید واقع شود.

## راه‌هایی که باعث بیرون آمدن نوک پستان درونی می‌شود

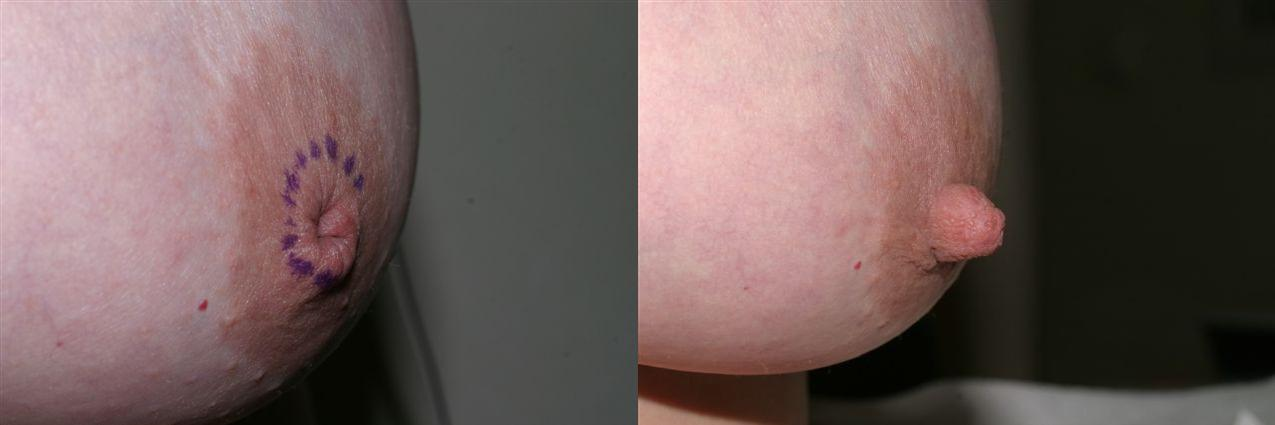
قبل و بعد از عمل جراحی نوک پستان درونی

برخی از افراد با نوک پستان درونی به دنبال روش‌هایی برای مداوای آن به‌دلیل مشکلات زیبایی آن می‌باشند.
جراحی پلاستیک یکی از روش‌های بزرگ کردن نوک پستان درونی می‌باشد. اگر زنی برای انجام این عمل جراحی که بر روی نوک پستان معکوس او انجام می‌شود اقدام کند، به‌طور دائمی می‌تواند توانایی شیردهی خود را از بین ببرد. یکی دیگر از روش‌های بیرون کشیدن نوک پستان معکوس سوراخ کردن نوک پستان یا نیپل پیرسد است. البته این روش فقط در صورتی نوک پستان بتواند به‌طور موقت بیرون کشیده شود، عملی است. اگر در هنگامی که بیرون است کشیده شود، جسم که در سوراخ قرار دارد می‌تواند از بازگشت به حالت معکوس آن جلوگیری کند. همانند عمل جراحی، این روش نیز می‌تواند عوارض جانبی زیادی داشته باشد. موفقیت هر دوی این روش‌ها، از دیدگاه زیبایی، مخلوط‌شده‌است.
استراتژی‌های دیگر برای بیرون‌کشیدن نوک پستان درونی می‌تواند برای مثال تحریک نوک پستان به‌طور منظم به حالت بیرون زده، در تلاشی برای به تدریج سست‌کردن بافت نوک پستان می‌باشد. بعضی از اسباب‌بازی‌های جنسی (عروسک سکس) به‌طور مشخص برای تحریک نوک پستان طراحی شده، مانند ساکشن کاپ یا چفت پستان که می‌تواند باعث کش دادن یا کشیده بودن نوک پستان درونی برای مدت طولانی‌تری شود. دستگاه‌های ویژه‌ای نیز به‌طور خاص به منظور بیرون کشیدن نوک پستان درونی طراحی شده‌اند، همچنین نوعی از بیرون‌کش‌های خانگی نوک پستان نیز می‌تواند از سرنگ ۱۰ سی‌سی یک‌بارمصرف ساخته شود. این روش‌ها اغلب به منظور آماده‌سازی برای شیردهی، که گاهی اوقات می‌تواند باعث شود نوک پستان درونی برای همیشه بیرون کشیده شود و دیگر به داخل نرود.
دو روش که در حال حاضر پیشنهاد نمی‌شوند یکی استفاده از روکش پستان و دیگری روش‌هافمن است. روکش یا پوسته پستان می‌تواند برای اعمال فشار ملایم ثابت به هاله پستان به منظور تلاش برای ازبین‌بردن هرگونه چسبندگی به زیر پوست که مانع از بیرون کشیدن نوک پستان می‌شود، اعمال می‌شود. پوسته‌ها در داخل سینه‌بند قرارداده‌می‌شوند. روش‌هافمن ورزش کشش نوک پستان است که می‌تواند به نرم کردن چسبندگی در پایه نوک پستان در هنگام انجام چند بار در روز کمک‌کند. اگر چه هر دو روش به شدت ترویج می‌شوند، مطالعه‌ای در سال ۱۹۹۲ نشان داد که روش پوسته و هافمن باعث ترویج شیردهی موفق نمی‌شود بلکه می‌تواند در واقع آن‌را مختل کند.